# Кибирёва
Кибирёва — деревня в Туринском городском округе Свердловской области России.

## Географическое положение
Деревня Кибирёва расположена к юго-востоку от города Туринска, в семи километрах от центра, по обоим берегам реки Пихтовки (правого притока реки Туры).

## Население
| 2002 | 2010 | 2021 |
| ---- | ---- | ---- |
| 221  | ↘215 | ↘101 |